# Johanna Starzengruber
Johanna Starzengruber, Pseudonym Hanna Grube (* 19. Februar 1851 in Taufkirchen; † 20. Februar 1911 in Weikertschlag) war eine österreichische Schauspielerin und Schriftstellerin.

## Leben

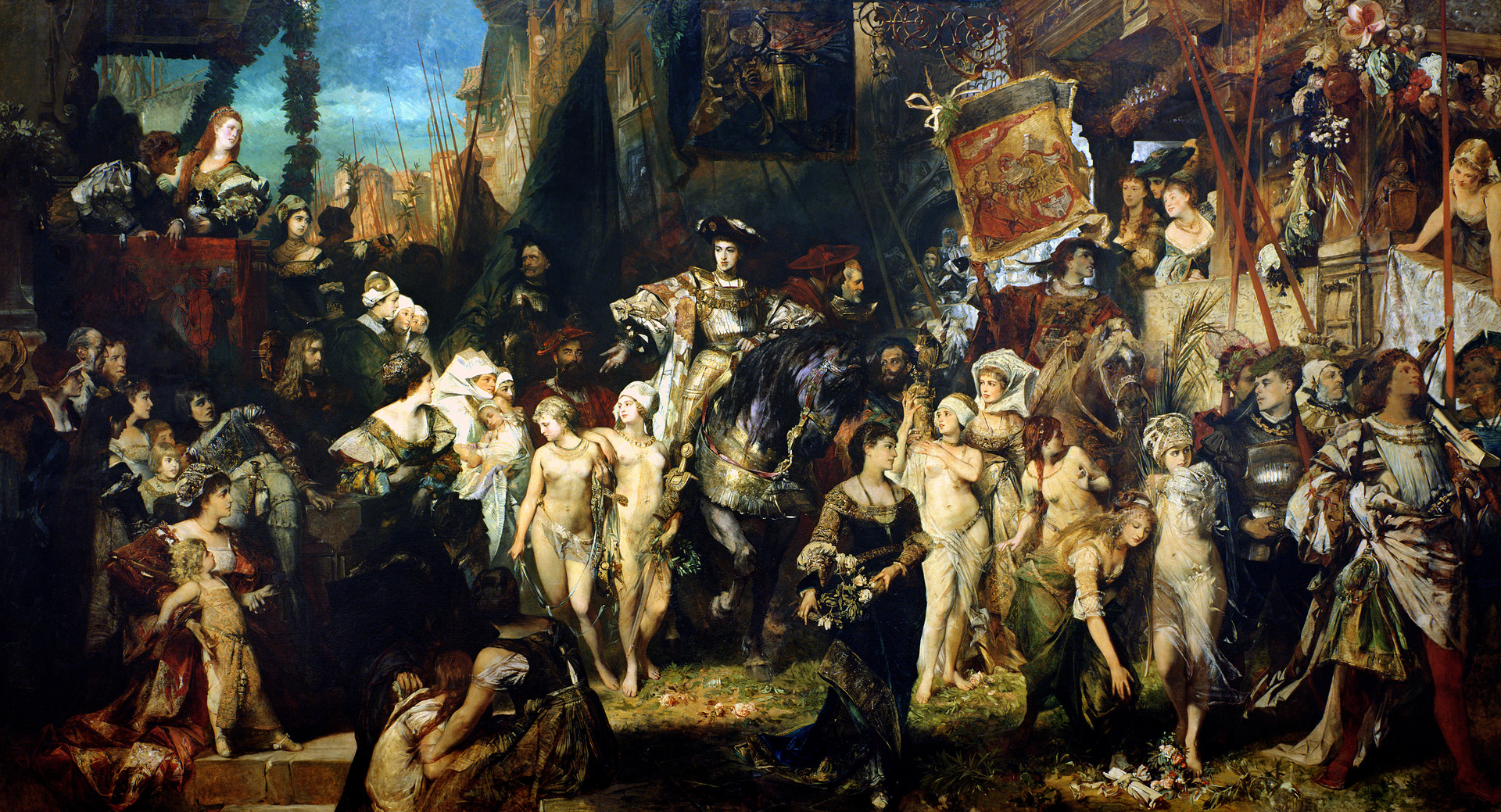
„Einzug Kaiser Karls V. in Antwerpen“ (1875). Eine der dargestellten Frauen soll Starzengruber nachempfunden sein.

Starzengruber wurde in ihrer Jugend zur Schauspielerin ausgebildet, widmete sich dann aber der Literatur. Als Teil der Wiener Gesellschaft soll sie in Makarts „Einzug Karls V. in Antwerpen“ verewigt worden sein. 1900 übersiedelte sie nach Linz und trat dort einer theosophischen Gesellschaft bei. Nach einem Nachruf „fehlte ihr jeder praktische Sinn“, sie wurde von Verlegern ausgebeutet und verlor aufgrund ihrer „Vertrauensseligkeit“ ihr Vermögen. Sie beging Suizid.
Ihr Vater war Josef Starzengruber. Ihr Bruder Theodor Starzengruber (1839–1900) war Journalist.

## Werk
Ihr einziges veröffentlichtes Buch, die Sammlung von Erzählungen Amor generilis, erschien 1905. Die Werbung sprach von einem Werk, das „ebenso originell wie seltsam“ sei. Die Rezeption war spärlich. Während es von einem überwiegend männlichen Rezensentenkreis positiv besprochen und als „eigentümliches, doch entschieden sehr fesselndes und lesenswertes Buch“ gelobt wurde, kritisierte Käthe Schirmacher die Erzählungen nicht nur als schlüpfrig, sondern auch als inhaltlich und formal konventionell.

## Werke
- Amor generilis. Akademischer Verlag, Leipzig / Wien 1905.